# Eskifjörður
Eskifjörður is een handels- en vissersplaatsje in het oosten van IJsland gelegen aan de gelijknamige fjord. Dit fjordje maakt deel uit van de veel grotere Reyðarfjörður. Er is een visserijmuseum dat zich bevindt in een oud pakhuis uit 1816. Het stadje heeft iets meer dan 1000 inwoners. Sinds 7 juni 1998 vormt Eskifjörður samen met Neskaupstaður en Reyðarfjörður de gemeente Fjarðabyggð.
Een aantal kilometers naar het oosten ligt op een steenworp afstand van de kust van de Reyðarfjörður een open groeve waar in vroeger tijden dubbelspaat werd gedolven. De mijn is nu gesloten, maar ook nu nog kan men daar nog stukjes van dit mineraal vinden.

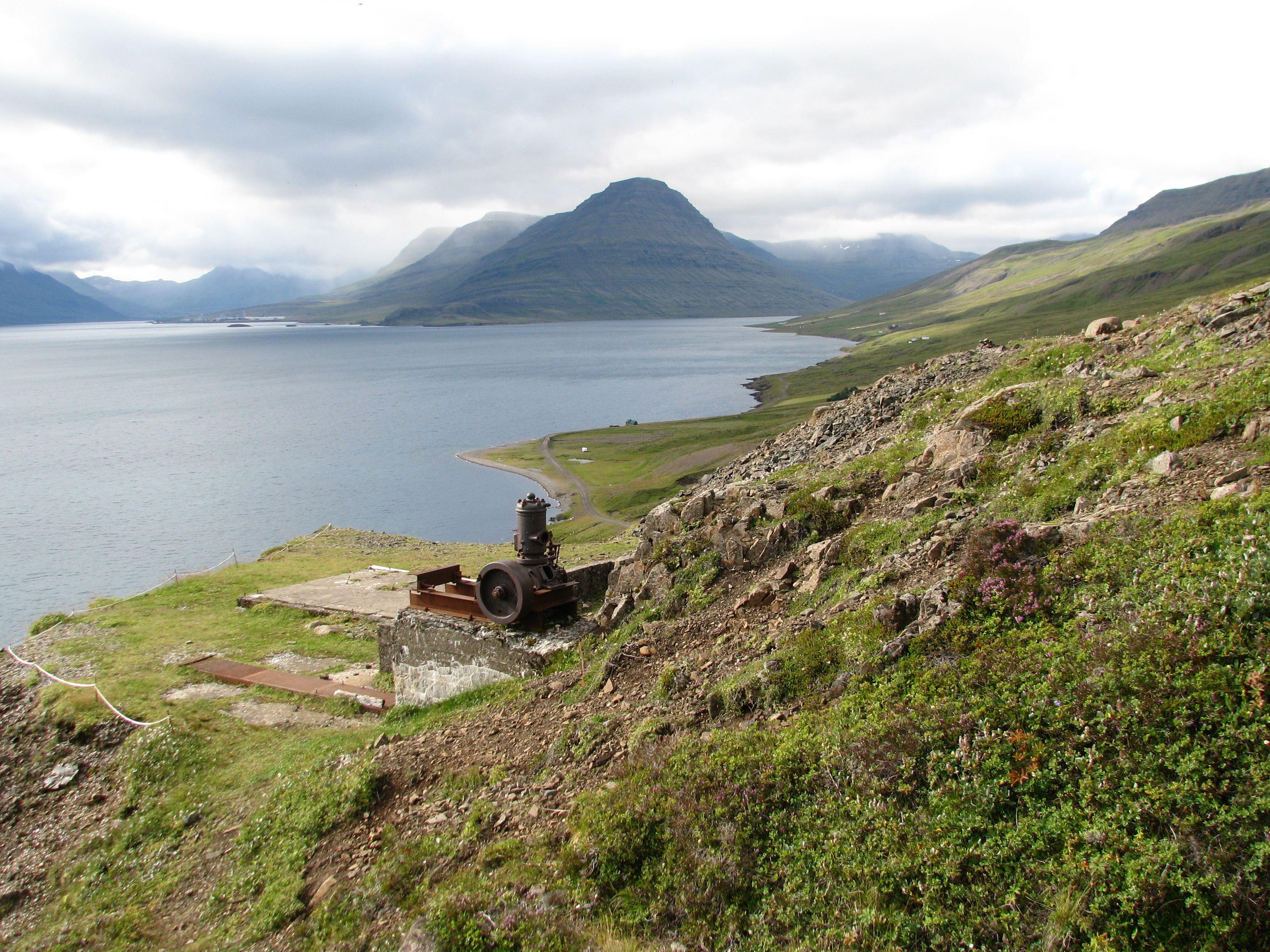
Uitzicht vanaf de groeve over de Reyðarfjörður. Op de achtergrond de 985 meter hoge Hólmatindur en rechts daarvan de ingang van de Eskifjörður.